# Лозицький Володимир Сергійович
Володимир Сергійович Лозицький (1 лютого 1948, с. Макіївка, Носівський район, Чернігівська область — 6 грудня 2019, м. Київ) — український історик, архівіст, кандидат історичних наук, професор, заслужений працівник культури України. Член Виконкому та Європейського бюро (ІСА/EUR) Міжнародної ради архівістів.

## Життєпис
1978 року закінчив історичний факультет Київського державного університету імені Тараса Шевченка.
У 1978—1991 роках працював в Інституті історії партії при ЦК Компартії України на різних посадах — оператор, старший науковий співробітник, заступник директора.
У 1984 році захистив кандидатську дисертацію на тему: «Мобілізуюча роль партійно-радянської преси України в роки Великої Вітчизняної війни (1941—1945)».
У березні 1991 року призначений заступником начальника Головного архівного управління при Кабінеті Міністрів України, водночас з 1998 року працював завідувачем кафедри архівознавства, професором Київського національного університету культури і мистецтв.
У 2000—2013 роках директор Центрального державного архіву громадських об'єднань України.
Член редколегій журналів «Архіви України» та «З архівів ВУЧК–ГПУ–НКВД–КГБ», міжвідомчого збірника наукових праць «Архівознавство. Археографія. Джерелознавство», «Вісника САУ», історико-меморіального серіалу «Подвиг на віки: Книга Пам'яті України: Місто-герой Київ», багатотомного видання «Літопис УПА», щорічника «Україна дипломатична» та інших видань.

## Громадська діяльність
Протягом 2001–2004 років — голова правління Спілки архівістів України.
На XIII Міжнародному конгресі архівів, що проходила 1996 року у Пекіні, обирався членом Виконкому Міжнародної ради архівів та заступником голови Європейського бюро архівів (1996–2000 рр.). Успішно провів переговори в Канаді й Швейцарії щодо повернення в Україну архівних фондів: «Державний центр УНР в екзилі» та «Надзвичайна дипломатична місія УНР в Берні» (1918—1926 рр.).

## Публікації
Автор і упорядник понад 100 праць з історії України й архівознавства, зокрема:
Монографії:
- «Історія міжнародного архівного співробітництва (1898–1998 рр.)» (К., 1999);
- «Політбюро ЦК Компартії України: історія, особи, стосунки (1918–1991 рр.)» (К., 2005);
- «Війна без пощади і милосердя: Партизанський рух в тилу вермахту в Україні. 1941–1944 рр.» (К., 2005);
- «Бунтівник. Життя і смерть Миколи Хвильового» (К., 2009);
- «Радянські партизани 1941–1944: світло й тіні» (К., 2010);
- «Радянський рух Опору на окупованій території України» (К., 2010).

Науково-довідкові видання:
- науково-довідкового видання «Україна партизанська. 1941–1945 рр. Партизанські формування та органи керівництва ними» (К., 2001).

Збірки документів:
- «Голод 1932–1933 років в Україні: очима істориків, мовою документів» (К., 1990);
- «Від Полісся до Карпат. Карпатський рейд Сумського партизанського з'єднання під командуванням С. А. Ковпака (червень-вересень 1943 р.): очима учасників, мовою документів» (К., 2005);
- «Винниченко й українська соціал-демократія (1900–1919)» (К., 2008);
- «Голодомор 1932–1933 років в Україні: злочин влади — трагедія народу» (К., 2008);
- «Українська політична еміграція 1919–1945» (К., 2008);
- «Провісники свободи, державності і демократії. До 20-ї річниці створення Народного Руху України» (К., 2009);
- «Історія державної служби в Україні. Том 5, книга 1: 1914–1991» (К., 2009);
- «Партизанская война на Украине: Дневники командиров партизанских отрядов и соединений, 1941–1944» (М., 2010);
- багатотомне видання «Літопис УПА» та ін.

## Відзнаки
Має нагороди:
- медаль «В пам'ять 1500-річчя Києва» (1982),
- орден «За заслуги» III ступеня (2007),
- відзнаку Народного Руху України «За заслуги перед українським народом» II ступеня (2009);
- трудову відзнаку «Знак пошани» (2010);
- численні подяки за наукову та громадську діяльність.

Лауреат премії Національної академії наук України (2005) за найкраще історичне дослідження подій Великої Вітчизняної війни 1941–1945 в Україні.